# Saison 7 de Nurse Jackie
Chronologie
Saison 6
Cet article présente les douze épisodes de la septième et dernière saison de la série télévisée américaine Nurse Jackie.

## Synopsis[1]
Infirmière au sein des urgences d'un hôpital new-yorkais assez difficile, Jackie a du mal à équilibrer sa vie professionnelle agitée et sa vie personnelle désastreuse. Obstinée et brillante, elle se bat pour affronter les cas les plus difficiles. Seulement pour pouvoir supporter physiquement tous ces tracas quotidiens, elle consomme plusieurs médicaments et est notamment dépendante au Vicodin.

## Acteurs[1]

### Acteurs principaux
- Edie Falco (VF : Anne Jolivet) : Jackie Peyton, infirmière
- Merritt Wever (VF : Catherine Desplaces) : Zoey Barkow, infirmière stagiaire de Jackie
- Paul Schulze (VF : Pierre-François Pistorio) : Eddie Walzer, pharmacien et amant de Jackie
- Peter Facinelli (VF : Sébastien Desjours) : Dr Fitch « Coop » Cooper, docteur en manque de reconnaissance
- Anna Deavere Smith (VF : Julie Carli) : Mme Gloria Akalitus, chef du personnel
- Dominic Fumusa (VF : Mathieu Buscatto) : Kevin Peyton, ex-mari de Jackie

### Acteurs récurrents
- Ruby Jerins (en) (VF : Alice Orsat) : Grace Peyton, fille de Jackie
- Mackenzie Aladjem (VF : Jeanne Orsat) : Fiona Peyton, fille de Jackie
- Stephen Wallem (en) (VF : Jerome Wiggins) : Thor Lundgren, infirmier
- Eve Best : Dr Eleanor O'Hara

## Liste des épisodes[1]
1. Clean (Clean)
2. Marchés conclus (Deal)
3. Le Parrain (Godfathering)
4. Des femmes charmantes (Nice Ladies)
5. Au revoir Coop (Coop Out)
6. Sauvez All Saints (High Noon)
7. Dernier Deal (Are You with Me, Doctor Wu?)
8. Transfert (Managed Care)
9. Sacerdoce (Serviam in Caritate)
10. Envers et Contre tout (Jackie and the Wolf)
11. Super-héros (Vigilante Jones)
12. Priez pour moi (I Say a Little Prayer)